# ExTerminators
Pour plus de détails, voir Fiche technique et Distribution.
ExTerminators est un film américain réalisé par John Inwood en 2009.

## Synopsis
Trois femmes se rencontrent lors d'un programme de contrôle de l'agressivité et décident de monter une affaire traditionnelle… dont les méthodes le sont beaucoup moins.

## Fiche technique
- Titre : ExTerminators
- Réalisation : John Inwood
- Musique : Chris Hajian (de)
- Producteurs : Jay Michaelson, Ronnie Screwvala, Lawren Sunderland
- Directeur de la photographie : Robert Baumgartner
- Montage : Gordon Grinberg
- Distribution des rôles : Sig De Miguel, Stephen Vincent
- Création des décors : Ian Sebastian Kasnoff
- Direction artistique : Bart Bryant
- Décorateur de plateau : Amy Bell
- Création des costumes : Alysia Raycraft
- Pays :  États-Unis
- Genre : Comédie noire
- Dates de sortie :
  -  États-Unis : 13 mars 2009 (South by Southwest Film Festival), 6 novembre 2009(American Film Market), mai 2010
  -  Belgique : 5 février 2010 (première DVD)

## Distribution
- Heather Graham : Alex
- Amber Heard : Nikki
- Jennifer Coolidge : Stella
- Matthew Settle : Dan
- Sam Lloyd : Hutt
- Joey Lauren Adams : Kim
- Christian Mixon : l'instructeur de l’Académie
- Drena De Niro : Dr. Press